# Armrosgazprom
Armrosgazprom (russisch Армросгазпром) ist der größte Gasimporteur und -versorger in Armenien und exportiert außerdem Erdgas in die international nicht anerkannte Republik Bergkarabach. 57,59 % der Anteile gehören der russischen Gazprom, 34,70 % dem Energieministerium der Republik Armenien und 7,71 % dem russischen Unternehmen ITERA. Die armenische Bezeichnung lautet Hajrusgasard (Հայռուսգազարդ, in wissenschaftlicher Transliteration Hayṙowsgazard).

## Unternehmensentwicklung
Armrosgazprom wurde 1997 gegründet, wobei Gazprom 45 % der Anteile erwarb, das armenische Energieministerium ebenfalls 45 % und ITERA die restlichen 10 %. Das Unternehmen ist als geschlossene Aktiengesellschaft in Armenien registriert. Das Erdgas liefert Gazprom Export mittels einer Pipeline durch Georgien, im Anschluss wird der Großteil über das armenische Gasnetz an Endkunden geliefert. Der Rest wird in die Republik Bergkarabach reexportiert, zusätzlich wird eine strategische Gasreserve in einem Salzdom bei Abowjan aufgebaut.
Bis April 2006 betrug der Preis für 1000 m3 nur 54 US-Dollar, das entspricht dem subventionierten russischen Inlandspreis, den Gazprom von einigen Ländern der Gemeinschaft Unabhängiger Staaten (GUS) verlangte. Nachdem Gazprom die Preise für Georgien und die Ukraine zum 1. Januar 2006 auf Weltmarktniveau erhöht hatte (230 US-Dollar, siehe auch Russisch-ukrainischer Gasstreit), stand auch eine Erhöhung der Gaspreise für Armenien an. Durch die guten Beziehungen zu Russland gelang es, den alten Preis bis zum Abschluss der Verhandlungen im April beizubehalten.
Das Ergebnis war ein über 25 Jahre abgeschlossener Vertrag über eine strategische Zusammenarbeit. Der armenischen Seite wurde dabei ein Preis von 110 US-Dollar je 1000 m3 Erdgas bis zum 1. Januar 2009 garantiert, im Gegenzug verkaufte die armenische Regierung ein wichtiges Kraftwerk in Hrasdan, das sich vorher in Staatsbesitz befunden hatte, und überließ Gazprom eine Mehrheitsbeteiligung am armenischen Gasnetz für 250 Mio. US-Dollar.
Dieser Vertrag wurde unterschiedlich bewertet. Die Opposition ist der Ansicht, dass Armenien zu viele strategisch wichtige Objekte an russische Staatskonzerne verkauft habe und sich nun in einer starken Abhängigkeit befinde, stattdessen müsse man bereit sein, Weltmarktpreise zu zahlen, um unabhängig zu sein. Präsident Robert Kotscharjan und die Regierung unter Ministerpräsident Andranik Markarjan betonten dagegen die ökonomische Vorteilhaftigkeit des Vertrags. Roger Robinson, der damalige Vertreter der Weltbank in Armenien, hielt das Abkommen ebenfalls für sehr vorteilhaft, und bezeichnete die sehr starke russische Präsenz als „natürlich“, dies sei aber nur solange kein Problem, wie es eine starke Regulierungsbehörde gebe.
Während eines Staatsbesuches in Moskau gab der armenische Präsident bekannt, dass Gazprom im Zuge einer Kapitalerhöhung eine Mehrheitsbeteiligung erwerben werde. Am 27. Oktober 2006 wurde die Kapitalerhöhung in Höhe von 118,8 Mio. US-Dollar beschlossen. Gazprom besitzt nunmehr 57,59 % der Aktien, Armenien 34,70 % und ITERA 7,71 %.
Armrosgazprom hatte Ende 2006 rund 440.000 Kunden (wenn man die Anzahl der Personen der Kundenhaushalte berücksichtigt), die Unternehmensführung möchte diese Zahl aber bis auf 610.000 erhöhen. Für das Jahr 2007 ist eine weitere Kapitalerhöhung um 190 Mio. US-Dollar geplant, das Ziel sind eine Beteiligung von 80 % im Jahre 2009.
Wegen der schwierigen wirtschaftlichen Lage in den 1990er Jahren konnte die armenische Regierung das Netz nicht im erforderlichen Maße instand halten, infolgedessen sind neben den Erweiterungs- auch hohe Erhaltungsinvestitionen nötig. Die Eigenkapitalrentabilität von Armrosgazprom betrug daher im Jahre 2006 nur 6 % Prozent, in den nächsten Jahren sollen immerhin 12 % erreicht werden.